# Jorge González Buajasán
Jorge González Buajasán (* 1994 in Havanna) ist ein kubanischer Pianist.
Er studierte zunächst auf Kuba an den Konservatorien „Manuel Saumell“ und „Alejandro Garcia Caturla“ bei Teresita Junco und Hortensia Upmann. 2006 wechselte er nach Paris an das Conservatoire Regional und 2007 an das Conservatoire National de Paris, wo er bei Hortense Cartier-Bresson studierte. 2015 gewann er beim Kissinger Klavierolymp den 1. Preis und den Publikumspreis. Er konzertierte in mehreren europäischen Ländern und auf internationalen Festivals, so beim Kissinger Sommer 2016 mit dem Orchestre Philharmonique de Marseille unter dem Dirigat von Lawrence Foster. Ebenfalls 2016 gab er sein Debüt im Münchner Herkulessaal.
2018 bildete Jorge González Buajasán zusammen mit Manon Galy (Violine) und Maxime Quennesson (Cello) das Trio Zeliha, das 2020 seine erste CD veröffentlichte.
Beim Clara-Haskil-Klavierwettbewerb 2019 gehörte Jorge González Buajasán zu den drei Finalisten und bekam den Preis Coup de Cœur verliehen. Der 1. Preis wurde nicht vergeben.

## Diskografie
- 2020 Trio Zeliha: Piano Trios Nr. 1 (Mirare), zusammen mit Manon Galy (Violine) und Maxime Quennesson (Cello); Werke von  Dmitri Shostakovich (Klaviertrio Op. 8), Anton Arensky (Klaviertrio Op. 32) und Felix Mendelssohn (Klaviertrio Op. 49)[7]